# Undiscovered Soul
Undiscovered Soul es el segundo disco de Richie Sambora en solitario.

## Lista de temas
| N.º | Título                    | Escritor(es) | Duración |  |
| 1.  | «Made in America»         |              |          |  |
| 2.  | «Hard Times Come Easy»    |              |          |  |
| 3.  | «Fallen From Graceland»   |              |          |  |
| 4.  | «If God Was a Woman»      |              |          |  |
| 5.  | «All that Really Matters» |              |          |  |
| 6.  | «You're Not Alone»        |              |          |  |
| 7.  | «In It For Love»          |              |          |  |
| 8.  | «Chained»                 |              |          |  |
| 9.  | «Harlem Rain»             |              |          |  |
| 10. | «Who I Am»                |              |          |  |
| 11. | «Downside of Love»        |              |          |  |
| 12. | «Undiscovered Soul»       |              |          |  |

### Otras
- «Lo Único Importante» (outtake)
- «Cuando Estás Por Amor» (versión en español de «In It For Love»)

## Vídeos
- In It For Love
- Hard Times Come Easy

- Datos: Q747328